# Изомеразы
Изомеразы (КФ5) — ферменты, катализирующие структурные превращения изомеров (изомеризация или рацемизация). Изомеразы катализируют реакции, подобные следующей: A → B, где B является изомером A.

## Номенклатура
В названии фермента присутствует слово "рацемаза" (аланин-рацемаза, метионин-рацемаза, гидроксипролин-рацемаза, лактат-рацемаза и др.), "эпимераза" (альдоза-1-эпимераза, рибулозофосфат-4-эпимераза, УДФ-глюкуронат-4-эпимераза и др.), "изомераза" (рибозофосфат-изомераза, ксилозоизомераза, глюкозаминфосфат-изомераза, эноил-СоА изомераза и др.), "мутаза" (фосфоглицерат-мутаза, метиласпартат-мутаза, фосфоглюкомутаза и др.).

## Классификация
Изомеразы имеют собственную классификацию, КФ 5 и имеют следующие подклассы:
- КФ 5.1 включает ферменты, катализирующие рацемизацию (рацемазы) и эпимеризацию (эпимеразы)
- КФ 5.2 включает ферменты, катализирущие геометрическую изомеризацию (цис-транс изомеразы)
- КФ 5.3 включает внутримолекулярные оксидоредуктазы
- КФ 5.4 включает трансферазы (мутазы)
- КФ 5.5 включает внутримолекулярные лиазы
- КФ 5.99 включает другие изомеразы, в том числе, топоизомеразы

## Внешние ссылки
- EC 5 Introduction from the Department of Chemistry at Queen Mary, University of London
- GoPubMed: Top authors, journals, places publishing on Isomerases